# Odznaczeni Złotym Wawrzynem Akademickim

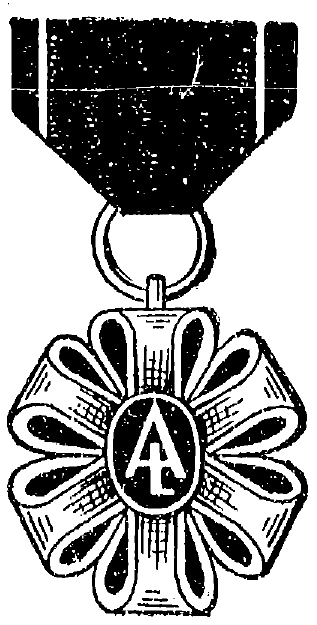
Wawrzyn Akademicki

Lista osób odznaczonych Złotym "Wawrzynem Akademickim" – obejmuje osoby uhonorowane "Wawrzynem Akademickim" I stopnia, polskim odznaczeniem, które ustanowione zostało Zarządzeniem Ministra Wyznań Religijnych i Oświecenia Publicznego z dnia 21 lutego 1934 r., a przyznawane było corocznie osobom zasłużonym dla literatury na wniosek Polskiej Akademii Literatury w okresie II Rzeczypospolitej.
Jest to lista osób odznaczonych Złotym Wawrzynem Akademickim w latach 1935–1939 podana w układzie chronologicznym i z podziałem na kategorie, w jakich to odznaczenie zostało przyznane. Obecnie nie żyje ani jeden z odznaczonych; ostatni zmarli w latach 80.

## Statystyka odznaczeń Złotym Wawrzynem Akademickim
| Statystyka odznaczeń Złotym Wawrzynem Akademickim 1935–1938                                                                | Statystyka odznaczeń Złotym Wawrzynem Akademickim 1935–1938 | Statystyka odznaczeń Złotym Wawrzynem Akademickim 1935–1938 | Statystyka odznaczeń Złotym Wawrzynem Akademickim 1935–1938 | Statystyka odznaczeń Złotym Wawrzynem Akademickim 1935–1938 | Statystyka odznaczeń Złotym Wawrzynem Akademickim 1935–1938 |
| Kategoria | Data nadania                                                | Data nadania                                                | Data nadania                                                | Data nadania                                                | Suma                                                        |
| Kategoria | 5 listopada 1935                                            | 7 listopada 1936                                            | 4 listopada 1937                                            | 5 listopada 1938                                            | Suma                                                        |
| --- | ----------------------------------------------------------- | ----------------------------------------------------------- | ----------------------------------------------------------- | ----------------------------------------------------------- | ----------------------------------------------------------- |
| "za wybitną twórczość literacką"                                                                                           | 21                                                          | 7                                                           | 7                                                           | 9                                                           | 44                                                          |
| "za zasługi na polu literatury podróżniczej"                                                                               | 1                                                           | -                                                           | -                                                           | -                                                           | 1                                                           |
| "za pracę pisarską i wydawniczą poza granicami kraju, związaną z dziełami Pierwszego Marszałka Polski Józefa Piłsudskiego" | -                                                           | 4                                                           | 1                                                           | 1                                                           | 6                                                           |
| "za wybitną twórczość krytyczno-literacką, naukową i publicystyczną w dziedzinie literatury pięknej"                       | 9                                                           | 4                                                           | 2                                                           | 5                                                           | 20                                                          |
| "za krzewienie czytelnictwa"                                                                                               | 1                                                           | -                                                           | -                                                           | -                                                           | 1                                                           |
| "za zasługi dla dobra literatury polskiej" (1937–1939 – "za zasługi dla dobra literatury")                                 | 11                                                          | 10                                                          | 7                                                           | 2                                                           | 30                                                          |
| "za wybitne zasługi dla polskiej sztuki w ogóle"                                                                           | 9                                                           | 8                                                           | 4                                                           | 7                                                           | 28                                                          |
| "za krasomówstwo" | 4                                                           | -                                                           | -                                                           | -                                                           | 4                                                           |
| "za krasomówstwo sądowe"                                                                                                   | 4                                                           | 1                                                           | 1                                                           | 3                                                           | 9                                                           |
| "za szerzenie zamiłowania do polskiej literatury dramatycznej" (1938 – "za zasługi dla polskiej sceny")                    | 6                                                           | 6                                                           | 5                                                           | 4                                                           | 21                                                          |
| "za szerzenie zamiłowania do literatury polskiej za granicą"                                                               | -                                                           | -                                                           | 8                                                           | 19                                                          | 27                                                          |
| "za zasługi dla dobra polskiej kultury w ogóle"                                                                            | -                                                           | -                                                           | -                                                           | 11                                                          | 11                                                          |
| Łącznie w roku | 66                                                          | 40                                                          | 35                                                          | 61                                                          | 202                                                         |

## Zestawienie odznaczonych
| Odznaczeni Złotym Wawrzynem Akademickim                                                                                    | Odznaczeni Złotym Wawrzynem Akademickim | Odznaczeni Złotym Wawrzynem Akademickim | Odznaczeni Złotym Wawrzynem Akademickim | Odznaczeni Złotym Wawrzynem Akademickim |
| Kategoria | Data nadania | Data nadania | Data nadania | Data nadania |
| Kategoria | 5 listopada 1935 | 7 listopada 1936 | 4 listopada 1937 | 5 listopada 1938 |
| --- | --- | --- | --- | --- |
| "za wybitną twórczość literacką"                                                                                           | 1. Zygmunt Bartkiewicz 2. Wacław Borowy 3. Maria Dąbrowska 4. Ferdynand Goetel 5. Artur Górski 6. Kazimiera Iłłakowiczówna 7. Alfred Konar 8. Jan Lechoń 9. Kornel Makuszyński 10. Stanisław Miłaszewski 11. Ostap Ortwin 12. Maria Pawlikowska-Jasnorzewska 13. Maria Rodziewiczówna 14. Józef Ruffer 15. Andrzej Strug 16. Aleksander Świętochowski 17. Julian Tuwim 18. Maria Wielopolska 19. Kazimierz Wierzyński 20. Stanisław Ignacy Witkiewicz 21. Emil Zegadłowicz | 1. Wacław Grubiński 2. Jarosław Iwaszkiewicz 3. Zofia Kossak-Szczucka 4. Ludwik Hieronim Morstin 5. Jan Parandowski 6. Stanisław Wasylewski 7. Józef Wittlin                                              | 1. Kazimierz Czachowski 2. Ferdynand Hoesick 3. Janusz Korczak 4. Zygmunt Nowakowski 5. Adam Grzymała-Siedlecki 6. Ewa Szelburg-Zarembina 7. Jan Wiktor    | 1. Wacław Gąsiorowski 2. Stefan Kiedrzyński 3. Zygmunt Kisielewski 4. Maria Kuncewiczowa 5. Bruno Schulz 6. Władysław Sebyła 7. Zygmunt Zaleski 8. Karol Wiktor Zawodziński 9. Henryk Zbierzchowski |
| "za zasługi na polu literatury podróżniczej"                                                                               | 1. Ferdynand Ossendowski | | | |
| "za pracę pisarską i wydawniczą poza granicami kraju, związaną z dziełami Pierwszego Marszałka Polski Józefa Piłsudskiego" | | 1. Edgar Vincent D’Abernon 2. Hubert Camon 3. Henri Mordacq 4. Wolfgang Muller Clemm | 1. Herman Gummerus | 1. Ilie E. Torouțiu |
| "za wybitną twórczość krytyczno-literacką, naukową i publicystyczną w dziedzinie literatury pięknej"                       | 1. Aleksander Brückner 2. Roman Dyboski 3. Jan Lorentowicz 4. Jan Gwalbert Pawlikowski 5. Edward Porębowicz 6. Antoni Potocki 7. Artur Śliwiński 8. Wojciech Stpiczyński 9. Józef Ujejski | 1. Aureli Drogoszewski 2. Władysław Natanson 3. Kazimierz Nitsch 4. Gustaw Przychocki | 1. Ignacy Chrzanowski 2. Leon Piniński | 1. Ludwik Bernacki 2. Wilhelm Bruchnalski 3. Jan Stanisław Bystroń 4. Julian Krzyżanowski 5. Roman Pollak |
| "za krzewienie czytelnictwa"                                                                                               | 1. Ludwik Zalewski | | | |
| "za zasługi dla dobra literatury polskiej" (1937–1939 – "za zasługi dla dobra literatury")                                 | 1. Bernard Chrzanowski 2. Stefan Demby 3. Maria Jaworska 4. Aleksander Patkowski 5. Stanisław Podwysocki 6. Helena Radlińska 7. Felicjan Sławoj Składkowski 8. Jakub Wojciechowski 9. Kazimierz Wóycicki 10. Władysław Zawistowski 11. Lucjan Żeligowski | 1. Joseph Bédier 2. Paul Cazin 3. Faustyn Czerwijowski 4. Michał Grażyński 5. Paweł Kaczkowski 6. Assadr Kalo 7. Władysław Korsak 8. Maila Talvio 9. Stefan Starzyński 10. Bolesław Wieniawa-Długoszowski | 1. Bolesław Koskowski 2. Tadeusz Kutrzeba 3. Ignacy Matuszewski 4. Bolesław Pochmarski 5. Leon Pomirowski 6. Wojciech Rostworowski 7. Władysław Sołtan     | 1. Tadeusz Saloni 2. Feliks West |
| "za wybitne zasługi dla polskiej sztuki w ogóle"                                                                           | 1. Xawery Dunikowski 2. Henryk Kuna 3. Józef Mehoffer 4. Eugeniusz Morawski-Dąbrowa 5. Zdzisław Mączeński 6. Tadeusz Pruszkowski 7. Czesław Przybylski 8. Karol Szymanowski 9. Leon Wyczółkowski | 1. Olga Boznańska 2. Marian Lalewicz 3. Franciszek Mączyński 4. Józef Pankiewicz 5. Ludomir Różycki 6. Zofia Stryjeńska 7. Wojciech Weiss 8. Edward Wittig                                                | 1. Wojciech Kossak 2. Konstanty Laszczka 3. Rafał Malczewski 4. Bohdan Pniewski                                                                            | 1. Stanisław Ostoja-Chrostowski 2. Władysław Jarocki 3. Stanisław Michalski 4. Fryderyk Pautsch 5. Jan Henryk Rosen 6. Kazimierz Sichulski 7. Rudolf Świerczyński |
| "za krasomówstwo" | 1. Ignacy Daszyński 2. Bogusław Miedziński 3. Ignacy Jan Paderewski 4. Kazimierz Sosnkowski | | | |
| "za krasomówstwo sądowe"                                                                                                   | 1. Mieczysław Ettinger 2. Franciszek Paschalski 3. Stanisław Patek 4. Kazimierz Rudnicki | 1. Cezary Ponikowski | 1. Stanisław Szurlej | 1. Leon Berenson 2. Mieczysław Jarosz 3. Marian Niedzielski |
| "za szerzenie zamiłowania do polskiej literatury dramatycznej" (1938 – "za zasługi dla polskiej sceny")                    | 1. Karol Frycz 2. Leon Schiller 3. Ludwik Solski 4. Kazimierz Junosza-Stępowski 5. Arnold Szyfman 6. Stanisława Wysocka | 1. Karol Adwentowicz 2. Józef Chmieliński 3. Juliusz Osterwa 4. Wanda Siemaszko 5. Irena Solska 6. Józef Śliwicki                                                                                         | 1. Wojciech Brydziński 2. Mieczysława Ćwiklińska 3. Maria Przybyłko-Potocka 4. Józef Węgrzyn 5. Aleksander Zelwerowicz                                     | 1. Zofia Jaroszewska 2. Jerzy Leszczyński 3. Stanisław Stanisławski 4. Aleksander Węgierko |
| "za szerzenie zamiłowania do literatury polskiej za granicą"                                                               | | | 1. Róża Baily 2. Franz Theodor Csokor 3. Nicolae Iorga 4. Monica Mary Gardner 5. Mikołaj van Wijk 6. Józef Piller 7. Franck Louis Schoell 8. Henryk Strobm | 1. Massimo Bontempelli 2. Aleksander Guttry 3. Jerzy Kossowski 4. Stanisław Kolbuszewski 5. Marius Leblond 6. Ary Leblond 7. Giovani Maver 8. Henri de Montfort 9. Spyros Melas 10. Noyes George Rapall 11. Arthur Prudden Coleman 12. Henrys Paul Prosper 13. Franciszek Pułaski 14. Joseph Henry Rosny 15. Waldemar Rórdam 16. Gustaw Suit 17. Andre Therive 18. Mieczysław Treter 19. Aleksy Wdziękoński |
| "za zasługi dla dobra polskiej kultury w ogóle"                                                                            | | | | 1. Władysław Bazylewski 2. Władysława Dziubińska 3. Władysław Kieliński 4. Aleksander Janowski 5. Jan Kołłątaj-Srzednicki 6. ks. Tadeusz Kruszyński 7. Konrad Libicki 8. Maria Mickiewiczówna 9. Antoni Mikulski 10. Mieczysław Wyżeł-Ścieżyński 11. Stanisław Vincenz |

Ponadto odznaczony został jeszcze – pośmiertnie ks. dr. Bolesław Domański Prezes Związku Polaków w Niemczech zmarły 21 kwietnia 1939 r., odrębnym Zarządzeniem Ministra Wyznań Religijnych i Oświecenia Publicznego z dnia 25 kwietnia 1939 r., "za szerzenie zamiłowania do literatury polskiej i krzewienie czytelnictwa wśród Polactwa w Niemczech".
Informacje o odznaczeniu Złotym Wawrzynem Akademickim Zofii Nałkowskiej w 1936 r. i Zofii Urbanowskiej w 1929 r. nie zostały zawarte w Monitorach Polskich dostępnych na stronie Sejmu Rzeczypospolitej Polskiej w Internetowym Systemie Aktów Prawnych.
W 1938 Złotym Wawrzynem Akademickim zostali uhonorowani Leon Wolf i pośmiertnie Witold Reger.